# Broomfield (Kolorado)
Broomfield – miasto i jednocześnie hrabstwo (wspólna administracja) w stanie Kolorado w Stanach Zjednoczonych. Według spisu w 2020 roku liczy 74,1 tys. mieszkańców. Jest częścią aglomeracji Denver.

## Sąsiednie hrabstwa
- Hrabstwo Weld – północny wschód
- Hrabstwo Adams – południowy wschód
- Hrabstwo Jefferson – południowy zachód
- Hrabstwo Boulder – północny zachód

## Demografia
W latach 2010–2020 populacja wzrosła o 32,6% do 74,1 tys. mieszkańców, w tym 87,8% to byli biali, 6,9% miało pochodzenie azjatyckie, 2,9% było rasy mieszanej, 1,5% to byli czarni lub Afroamerykanie i 0,8% to rdzenna ludność Ameryki. Latynosi stanowili 12,7% populacji. 
Pod względem członkostwa w 2010 roku, w krajobrazie religijnym dominują ewangelikalni protestanci (14,5%), katolicy (7,2%), luteranie (6,6%) i metodyści (3,6%).